# Рехобет (Алабама)
Рехобет (енгл. Rehobeth) град је у америчкој савезној држави Алабама. По попису становништва из 2010. у њему је живело 1.297 становника.

## Демографија
Према попису становништва из 2010. у граду је живело 1.297 становника, што је 304 (30,6%) становника више него 2000. године.
| Група             | 2000.       | 2010.         |
| Белци             | 956 (96,3%) | 1.229 (94,8%) |
| Афроамериканци    | 8 (0,8%)    | 19 (1,5%)     |
| Азијати           | 1 (0,1%)    | 2 (0,2%)      |
| Хиспаноамериканци | 15 (1,5%)   | 32 (2,5%)     |
| Укупно            | 993         | 1.297         |